# Cryptocephalus pominorum
Cryptocephalus pominorum es una especie de insecto coleóptero de la familia Chrysomelidae.
Fue descrita científicamente en 1956 por Burlini.